# Nagornoje (Kaliningrad, Nesterow)
Nagornoje (russisch Нагорное, deutsch Wilpischen, 1938 bis 1945 Wilpen, litauisch Vilpišiai) war ein Ort in der russischen Oblast Kaliningrad und im ehemaligen Ostpreußen. Die verwaiste Ortsstelle liegt im Gebiet der Landgemeinde Prigorodnoje selskoje posselenije im Rajon Nesterow.

## Geographische Lage
Nagornoje lag fünf Kilometer nördlich der Stadt Nesterow (Stallupönen, 1938 bis 1946 Ebenrode) an der russischen Regionalstraße R 510 (27A-012). Nesterow war die nächste Bahnstation an der Bahnstrecke der einstigen Preußischen Ostbahn zwischen Kaliningrad (Königsberg) und Tschernyschewskoje (Eydtkuhnen, 1938 bis 1946 Eydtkau).

## Geschichte
Das vor 1785 Grumblaucken genannte kleine Dorf bestand vor 1945 aus mehreren kleinen Höfen und Gehöften. Im Jahre 1874 wurde der Ort in den neu errichteten Amtsbezirk Drusken (russisch: Bolschoje Saretschnoje, nicht mehr existent) eingegliedert, der bis 1945 bestand und zum Kreis Stallupönen – zwischen 1939 und 1945 in „Kreis Ebenrode“ umbenannt – im Regierungsbezirk Gumbinnen der preußischen Provinz Ostpreußen gehörte.
In Wilpischen waren im Jahre 1910 102 Einwohner gemeldet. Ihre Zahl stieg bis 1933 auf 123 und betrug 1939 noch 112.
Am 3. Juni – amtlich bestätigt am 16. Juli – des Jahres 1938 wurde Wilpischen aus politisch-ideologischen Gründen der Abwehr fremdländisch klingender Ortsnamen in „Wilpen“ umbenannt. Im Jahre 1945 kam der Ort in Kriegsfolge mit dem gesamten nördlichen Ostpreußen zur Sowjetunion und erhielt 1946 die russische Bezeichnung „Nagornoje“. 1947 wurde das Dorf in den neu gebildeten Prigorodny selski sowjet (Dorfsowjet Prigorodnoje (Petrikatschen, 1938 bis 1946 Schützenort)) eingegliedert, der dem Rajon Nesterow (Kreis Stallupönen, 1938 bis 1946 Ebenrode) zugeordnet war. Der Ort war nur noch kurzzeitig besiedelt und wurde dann aufgegeben.

## Kirche
Die mehrheitlich evangelische Bevölkerung war bis 1945 in das Kirchspiel der Kirche Stallupönen/Ebenrode eingepfarrt und gehörte somit zum Kirchenkreis Stallupönen/Ebenrode in der Kirchenprovinz Ostpreußen der Kirche der Altpreußischen Union. Die zahlenmäßig wenigen Katholiken gehörten zur Pfarrei der weit entfernt liegenden Pfarrkirche St. Nikolaus in Sturmhübel (heute polnisch: Grzęda) im Dekanat Rößel (Reszel), das dem Bistum Ermland zugehörig war.